# 吳景 (弘治進士)
吳景（1466年—1511年），字伯陽，直隸寧國府南陵縣人，民籍，明朝政治人物。

## 生平
弘治二年（1489年）己酉科應天府鄉試第七十二名舉人。弘治九年（1496年）中式丙辰科會試第一百十名，三甲第七十四名進士。授浙江缙云县知县，正德元年（1506年）任江西安福县知县，历任台州府同知，四年十月升四川按察司僉事。正德六年（1511年），重慶人曹弼匪軍攻江津，時值御史俞緇行部，聽聞賊報，欲逃，士民強留不得，囑吳景及都指揮龐鳳防禦。城陷，吳景被俘身死。巡撫林俊上奏其事，詔贈吳景副使，賜祭葬，立祠於江津。

## 家族
曾祖吳隆；祖父吳文潛；父吳瑢。嫡母曹氏；生母曹氏。具庆下。兄暉、晞、鼎。弟旦、昪。